# Trøndelag
Trøndelag pronunciación en noruego: /ˈtrœ̂ndəlɑːɡ/) (en sami meridional: Trööndelage) es un condado (fylke) en la parte central de Noruega. Fue creado en 1687, luego llamado condado de Trondhjem (en noruego: Trondhjems Amt); en 1804, el rey de Dinamarca-Noruega dividió el condado en Nord-Trøndelag y Sør-Trøndelag; los condados se reunieron en 2018 después de una votación de ambos condados en 2016.
La ciudad más grande de Trøndelag es la ciudad de Trondheim, capital extraoficial de Trøndelag y también la primera capital de Noruega durante la Edad Media. El centro administrativo es Steinkjer, mientras que Trondheim funciona como la oficina del alcalde del condado. Ambas ciudades sirven a la oficina del gobernador del condado; sin embargo, Steinkjer alberga las funciones principales.
El condado de Trøndelag y el condado vecino de Møre og Romsdal forman juntos lo que se conoce como Noruega Central. El gentilicio de Trøndelag es trønder. El dialecto hablado en la zona, trøndersk, se caracteriza por eliminar la mayoría de las terminaciones vocales; ver apócope.
Trøndelag es una de las regiones más fértiles de Noruega, con una gran producción agrícola. La mayor parte de la producción termina en el sistema cooperativo noruego de carne y leche, pero los productos agrícolas son un negocio en constante crecimiento.

El nombre Trøndelag, proviene del nombre tribal trønder y de la palabra lag («ley»), por lo que significa «área de la ley de los trønders».También se llama Midt-Norge o Midt-Noreg («Media Noruega») a causa de la posición de la región, que está aproximadamente en el centro del país.

### Municipios de Trøndelag
Hay 38 municipalidades en Trøndelag.
| Municipio número | Nombre         | Centro administrativo | Localización en el condado        | Establecido          | N.º antiguo municipio (antes de 2020)   | Antiguo condado                                             |
| ---------------- | -------------- | --------------------- | --------------------------------- | -------------------- | --------------------------------------- | ----------------------------------------------------------- |
| 5001             | Trondheim      | Trondheim             |                                   | 1 de enero de 1838   | 5001 Trondheim 5030 Klæbu               | Trøndelag                                                   |
| 5006             | Steinkjer      | Steinkjer             |                                   | 23 de enero de1858   | 5006 Steinkjer 5039 Verran              | Trøndelag                                                   |
| 5007             | Namsos         | Namsos                |                                   | 1 de enero de 1846   | 5005 Namsos 5040 Namdalseid 5048 Fosnes | Trøndelag                                                   |
| 5014             | Frøya          | Sistranda             |                                   | 1 de enero de 1964   | 1620 Frøya                              | Sør-Trøndelag                                               |
| 5020             | Osen           | Steinsdalen           |                                   | 1 de junio de 1892   | 1633 Osen                               | Sør-Trøndelag                                               |
| 5021             | Oppdal         | Oppdal                |                                   | 1 de enero de 1838   | 1634 Oppdal                             | Sør-Trøndelag                                               |
| 5022             | Rennebu        | Berkåk                |                                   | 1 de enero de 1839   | 1635 Rennebu                            | Sør-Trøndelag                                               |
| 5025             | Røros          | Røros                 |                                   | 1 de enero de 1838   | 1640 Røros                              | Sør-Trøndelag                                               |
| 5026             | Holtålen       | Renbygda              |                                   | 1 de enero de 1838   | 1644 Holtålen                           | Sør-Trøndelag                                               |
| 5027             | Midtre Gauldal | Støren                |                                   | 1 de enero de 1964   | 1648 Midtre Gauldal                     | Sør-Trøndelag                                               |
| 5028             | Melhus         | Melhus                |                                   | 1 de enero de 1838   | 1653 Melhus                             | Sør-Trøndelag                                               |
| 5029             | Skaun          | Børsa                 |                                   | 1 de enero de 1890   | 1657 Skaun                              | Sør-Trøndelag                                               |
| 5031             | Malvik         | Hommelvik             |                                   | 1 de enero de 1891   | 1663 Malvik                             | Sør-Trøndelag                                               |
| 5032             | Selbu          | Mebonden              |                                   | 1 de enero de 1838   | 1664 Selbu                              | Sør-Trøndelag                                               |
| 5033             | Tydal          | Ås                    |                                   | 1 de enero de 1901   | 1665 Tydal                              | Sør-Trøndelag                                               |
| 5034             | Meråker        | Midtbygda             |                                   | 1 de enero de 1874   | 1711 Meråker                            | Nord-Trøndelag                                              |
| 5035             | Stjørdal       | Stjørdalshalsen       |                                   | 1 de enero de 1902   | 1714 Stjørdal                           | Nord-Trøndelag                                              |
| 5036             | Frosta         | Frosta                |                                   | 1 de enero de 1838   | 1717 Frosta                             | Nord-Trøndelag                                              |
| 5037             | Levanger       | Levanger              |                                   | 1 de enero de 1838   | 1719 Levanger                           | Nord-Trøndelag                                              |
| 5038             | Verdal         | Verdalsøra            |                                   | 1 de enero de 1838   | 1721 Verdal                             | Nord-Trøndelag                                              |
| 5041             | Snåsa          | Snåsa                 |                                   | 1 de enero de 1838   | 1736 Snåsa                              | Nord-Trøndelag                                              |
| 5042             | Lierne         | Sandvika              |                                   | 1 de enero de 1964   | 1738 Lierne                             | Nord-Trøndelag                                              |
| 5043             | Røyrvik        | Røyrvik               |                                   | 1 de julio de 1923   | 1739 Røyrvik                            | Nord-Trøndelag                                              |
| 5044             | Namsskogan     | Namsskogan            |                                   | 1 de julio de 1923   | 1740 Namsskogan                         | Nord-Trøndelag                                              |
| 5045             | Grong          | Medjå                 |                                   | 1 de enero de 1838   | 1742 Grong                              | Nord-Trøndelag                                              |
| 5046             | Høylandet      | Høylandet             |                                   | 1 de enero de 1901   | 1743 Høylandet                          | Nord-Trøndelag                                              |
| 5047             | Overhalla      | Ranemsletta           |                                   | 1 de enero de 1838   | 1744 Overhalla                          | Nord-Trøndelag                                              |
| 5049             | Flatanger      | Lauvsnes              |                                   | 1 de enero de 1871   | 1749 Flatanger                          | Nord-Trøndelag                                              |
| 5052             | Leka           | Leknes                |                                   | 1 de octubre de 1860 | 1755 Leka                               | Nord-Trøndelag                                              |
| 5053             | Inderøy        | Straumen              |                                   | 1 de enero de 1838   | 1756 Inderøy Mosvik                     | Nord-Trøndelag                                              |
| 5054             | Indre Fosen    | Årnset                |                                   | 1 de enero de 2018   | 1624 Rissa                              | Sør-Trøndelag                                               |
| 5054             | Indre Fosen    | Årnset                | 1718 Leksvik                      | 1 de enero de 2018   | Nord-Trøndelag                          |                                                             |
| 5055             | Heim           | Kyrksæterøra          |                                   | 1 de enero de 2020   | 1571 Halsa                              | Møre og Romsdal                                             |
| 5055             | Heim           | Kyrksæterøra          | 5011 Hemne 5012 Snillfjord (part) | 1 de enero de 2020   | Trøndelag                               |                                                             |
| 5056             | Hitra          | Fillan                |                                   | 1 de enero de 1838   | Trøndelag                               | 5013 Hitra 5012 Snillfjord (part)                           |
| 5057             | Ørland         | Botngård              |                                   | 1 de enero de 1838   | Trøndelag                               | 5015 Ørland 5017 Bjugn                                      |
| 5058             | Åfjord         | Årnes                 |                                   | 1 de enero de 1838   | Trøndelag                               | 5018 Åfjord 5019 Roan                                       |
| 5059             | Orkland        | Orkanger              |                                   | 1 de enero de 2020   | Trøndelag                               | 5012 Snillfjord (part) 5016 Agdenes 5023 Meldal 5024 Orkdal |
| 5060             | Nærøysund      | Kolvereid and Rørvik  |                                   | 1 de enero de 2020   | Trøndelag                               | 5050 Vikna 5051 Nærøy                                       |
| 5061             | Rindal         | Rindal                |                                   | 1 de enero de 1858   | 1567 Rindal                             | Møre og Romsdal                                             |

## Localidades
- Å i Åfjord (Årnes)
- Årnset
- Åsen
- Askjem
- Bangsund
- Bergsmo
- Berkåk
- Børsa
- Botngård
- Bratsberg
- Brekstad
- Buvika/Ilhaugen
- Eggkleiva
- Eidsbotn
- Ekne
- Fillan
- Follafoss
- Forbregd/Lein
- Gangstadhaugen
- Grong
- Hammarvika
- Hegra
- Hell
- Hestvika
- Hommelvik
- Hovin
- Høylandet
- Hunn (Skage)
- Hylla
- Karlestrand
- Klæbu
- Kolvereid
- Korsvegen
- Kvål
- Kvithammer
- Kyrksæterøra
- Langørjan
- Lauvsnes
- Leksvik
- Ler
- Levanger
- Løkken
- Lundamo
- Lysøysund
- Lysthaugen
- Malm
- Malvik
- Mære
- Mebonden
- Meldal
- Melhus
- Midtbygda
- Mosvik
- Mule
- Muruvik
- Namdalseid
- Namsos
- Namsskogan sentrum
- Nypan
- Oppdal
- Opphaug
- Orkanger/Fannrem
- Ottersbo
- Ottersøy
- Prestmoen
- Råkvågen
- Ranemsletta
- Renbygda
- Ringvål
- Røra Stasjon
- Røros
- Rørvik
- Røyrvik
- Sandvika
- Selbekken
- Sistranda
- Skatval
- Skogmo
- Skogn
- Småland
- Snåsa
- Soknedal
- Sparbu
- Spillum
- Spongdal
- Steinkjer
- Stjørdalshalsen
- Storås
- Støren
- Storsand
- Straumen
- Svalia
- Svorkmo
- Tanem
- Trøa
- Trolla
- Trondheim
- Trones
- Uthaug
- Vangåsen
- Vanvikan
- Velde
- Verdalsøra
- Viggja
- Vuku